# Eclissi solare del 28 febbraio 2063
L'Eclissi solare del 28 febbraio 2063, di tipo anulare, è un evento astronomico che avrà luogo il suddetto giorno attorno alle ore 7:43 UTC.
L'eclissi avrà un'ampiezza massima di 280 chilometri e una durata di 7 minuti e 41 secondi.

## Eclissi correlate

### Eclissi solari 2062 - 2065
Questa eclissi è un membro di una serie semestrale. Un'eclissi in una serie semestrale di eclissi solari si ripete approssimativamente ogni 177 giorni e 4 ore (un semestre) in nodi alternati dell'orbita della Luna.

### Ciclo di Saros 131
L'evento fa parte del ciclo di Saros 131, che si ripete ogni 18 anni, 11 giorni, contenente 70 eventi. La serie è iniziata con un'eclissi solare parziale il 1º agosto 1125. Contiene eclissi totali dal 27 marzo 1522 al 30 maggio 1612 ed eclissi ibride dal 10 giugno 1630 al 24 luglio 1702 ed eclissi anulari dal 4 agosto 1720 al 18 giugno 2243. La serie termina al membro 70 con un'eclissi parziale il 2 settembre 2369. La durata più lunga della totalità è stata di soli 58 secondi il 30 maggio 1612. Tutte le eclissi di questa serie si verificano nel nodo ascendente della Luna.